# 63 Velorum
63 Velorum (D Velorum) é uma estrela na direção da Vela. Possui uma ascensão reta de 08h 43m 40.28s e uma declinação de −49° 49′ 22.1″. Sua magnitude aparente é igual a 5.15. Considerando sua distância de 1516 anos-luz em relação à Terra, sua magnitude absoluta é igual a −3.19. Pertence à classe espectral B0IIIn.